# Eric Beauchemin
Eric Beauchemin (ur. 14 stycznia 1991 w Harrisburgu) – amerykański snowboardzista, specjalizujący się w konkurencjach Big Air i slopestyle. Jak dotąd nie startował na igrzyskach olimpijskich ani na Mistrzostwach świata. Najlepsze wyniki w Pucharze Świata osiągnął w sezonie 2012/2013, kiedy to zajął 32. miejsce w klasyfikacji generalnej (AFU), a w klasyfikacjach slopestyle’u był 10.

## Sukcesy

### Puchar Świata(AFU)

#### Miejsca w klasyfikacji generalnej
- sezon 2010/2011: 127.
- sezon 2011/2012: –
- sezon 2012/2013: 32.
- sezon 2013/2014: 153.
- sezon 2014/2015:

#### Miejsca na podium w zawodach
1. Stoneham – 20 lutego 2015 (Big Air) – 3. miejsce
2. Park City – 27 lutego 2015 (Slopestyle) – 3. miejsce